# Giscão (morto em 239 a.C.)
Giscão foi um oficial militar cartaginês que serviu durante os últimos anos da Primeira Guerra Púnica e desempenhou um papel de destaque nos eventos que levaram ao começo da Guerra dos Mercenários. Ele era um cidadão de Cartago, porém não se sabe sua data de nascimento muito menos suas atividades antes de sua ascensão à proeminência no final da Primeira Guerra Púnica.
Os cartagineses concederam derrota na guerra em 241 a.C., quando Giscão era o comandante da importante base de Lilibeu na Sicília e subordinado de Amílcar Barca. Este recebeu ordens de negociar uma paz com Roma, porém retornou para Cartago furioso, deixando Giscão, o próximo oficial mais graduado na ilha, encarregado das negociações. Estas resultaram no Tratado de Lutácio, que encerrou o conflito. As tropas que tinham sido repatriadas da Sicília para o Norte da África estavam nesse momento em estado amotinado por disputas de pagamentos, com Giscão sendo rapidamente convocado para lidar com a situação, pois tinha uma boa reputação com os homens. Ele aparentemente conseguiu reduzir o descontentamento, porém, por algum motivo desconhecido, a disciplina ruiu. Vários soldados insistiram que nenhum acordo com Cartago era aceitável e se rebelaram, com Giscão e sua equipe sendo feitos prisioneiros.
Giscão foi mantido prisioneiro por dois anos, durante os quais os rebeldes sofreram várias derrotas. Os líderes rebeldes passaram a temer pela desintegração de seu exército quando uma grande força deserdou para o lado cartaginês em 239 a.C. e foi bem recebida; eles também sabiam que tais termos generosos não seriam oferecidos a eles pessoalmente. Consequentemente, para remover a possibilidade de boa-vontade entre os lados, Giscão e outros setecentos prisioneiros foram torturados até a morte.